# Francesco de Mendoza

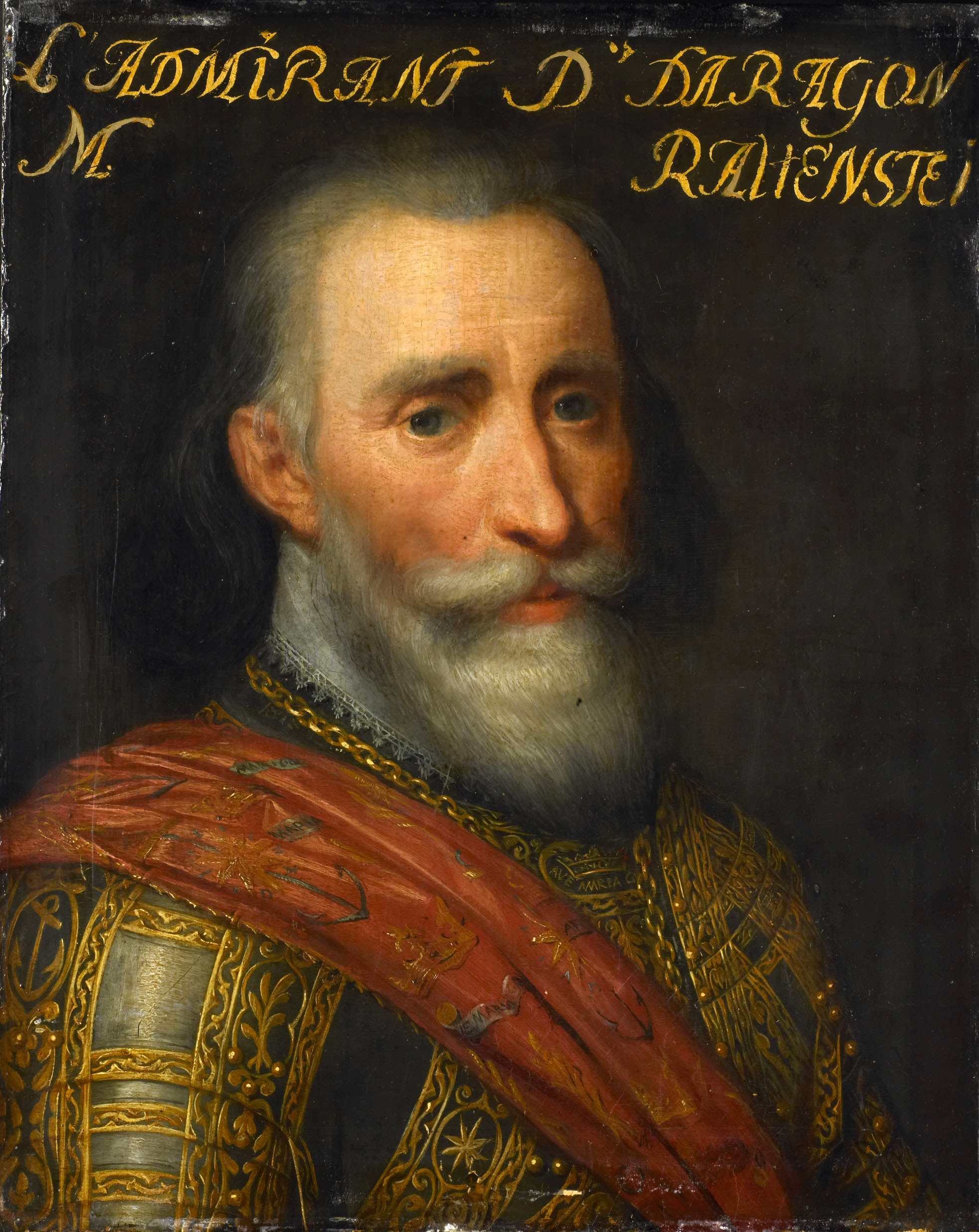
Francesco de Mendoza. J.A. van Ravesteyn, 1633

Francisco Hurtado de Mendoza (Granada, 1546 - Madrid, 1 maart 1623), admiraal van Aragon, is een legeraanvoerder die werkte voor de Spaanse koning Filips II. Hij was in de jaren 1596-1600, onderdeel uitmakend van de Tachtigjarige Oorlog, actief in de Nederlanden.
In zijn eerste jaren in de Nederlanden was Mendoza vooral actief in de Zuidelijke Nederlanden. In 1598 ondernam Mendoza met een leger van 25.000 man een veldtocht, waarbij hij diverse steden die in Staatse handen waren, heroverde. Hierbij ging het onder meer om de steden Rijnberk en Wesel. Zijn veldtocht in de winter 1598/99 door delen van Westfalen, waarbij zijn troepen in veel steden en dorpen moordend, brandstichtend en plunderend rondgingen, wordt in de Duitse geschiedenis met afgrijzen als Spaanse Winter gememoreerd. Hierna trok hij door naar Doetinchem, dat hij eveneens veroverde.
In 1599 deed hij een aanval op de Schenkenschanz, welke mislukte. Daarna trok hij naar Zaltbommel, waar hij een beleg startte. Door de langzame vorderingen, mede door het heftige verweer vanuit de stad, brak hij het beleg na ongeveer 3 weken op.
In 1600 streed Mendoza mee aan Spaanse zijde tijdens de Slag bij Nieuwpoort. Hierbij werd hij door Staatse troepen gevangengenomen.

## Voorouders
| Voorouders van Francesco de Mendoza (1547-1623) | Voorouders van Francesco de Mendoza (1547-1623)                                      | Voorouders van Francesco de Mendoza (1547-1623)                                      | Voorouders van Francesco de Mendoza (1547-1623)                                      | Voorouders van Francesco de Mendoza (1547-1623)                                      | Voorouders van Francesco de Mendoza (1547-1623)                                           | Voorouders van Francesco de Mendoza (1547-1623)                                           | Voorouders van Francesco de Mendoza (1547-1623)                              | Voorouders van Francesco de Mendoza (1547-1623)                              |
| ----------------------------------------------- | ------------------------------------------------------------------------------------ | ------------------------------------------------------------------------------------ | ------------------------------------------------------------------------------------ | ------------------------------------------------------------------------------------ | ----------------------------------------------------------------------------------------- | ----------------------------------------------------------------------------------------- | ---------------------------------------------------------------------------- | ---------------------------------------------------------------------------- |
| Overgrootouders                                 | Íñigo López de Mendoza y Quiñones (1440–1515) ∞ Francisca Pacheco (–)                | Íñigo López de Mendoza y Quiñones (1440–1515) ∞ Francisca Pacheco (–)                | ? (-) ∞ ?(-)                                                                         | ? (-) ∞ ?(-)                                                                         | Diego Hurtado de Mendoza de la Vega y Luna (1461-1531) ∞ María Pimentel y Pacheco (-1499) | Diego Hurtado de Mendoza de la Vega y Luna (1461-1531) ∞ María Pimentel y Pacheco (-1499) | Enrique de Aragón y Pimentel (1445–1522) ∞ Guiomar de Portugal (-)           | Enrique de Aragón y Pimentel (1445–1522) ∞ Guiomar de Portugal (-)           |
| Grootouders                                     | Luis Hurtado de Mendoza y Pacheco (1461-1531) ∞ Catalina de Mendoza y Zúñiga (-1499) | Luis Hurtado de Mendoza y Pacheco (1461-1531) ∞ Catalina de Mendoza y Zúñiga (-1499) | Luis Hurtado de Mendoza y Pacheco (1461-1531) ∞ Catalina de Mendoza y Zúñiga (-1499) | Luis Hurtado de Mendoza y Pacheco (1461-1531) ∞ Catalina de Mendoza y Zúñiga (-1499) | Íñigo López de Mendoza (1493-1566) ∞ Isabel de Aragón y Portugal (1455-1515)              | Íñigo López de Mendoza (1493-1566) ∞ Isabel de Aragón y Portugal (1455-1515)              | Íñigo López de Mendoza (1493-1566) ∞ Isabel de Aragón y Portugal (1455-1515) | Íñigo López de Mendoza (1493-1566) ∞ Isabel de Aragón y Portugal (1455-1515) |
| Ouders                                          | Íñigo López de Mendoza y Mendoza (1512-1580) ∞ María de Mendoza (-)                  | Íñigo López de Mendoza y Mendoza (1512-1580) ∞ María de Mendoza (-)                  | Íñigo López de Mendoza y Mendoza (1512-1580) ∞ María de Mendoza (-)                  | Íñigo López de Mendoza y Mendoza (1512-1580) ∞ María de Mendoza (-)                  | Íñigo López de Mendoza y Mendoza (1512-1580) ∞ María de Mendoza (-)                       | Íñigo López de Mendoza y Mendoza (1512-1580) ∞ María de Mendoza (-)                       | Íñigo López de Mendoza y Mendoza (1512-1580) ∞ María de Mendoza (-)          | Íñigo López de Mendoza y Mendoza (1512-1580) ∞ María de Mendoza (-)          |